# Lucía y el sexo
Lucía y el sexo è un film del 2001, scritto e diretto da Julio Medem. È il film che ha lanciato la carriera della sua protagonista, Paz Vega, dandole grande notorietà sia in patria che all'estero; grazie alla sua interpretazione l'attrice ha infatti vinto diversi premi in Spagna, tra cui quello per la Mejor actriz revelación (miglior attrice rivelazione) al Premio Goya.

## Trama
Lucia è una giovane cameriera in un ristorante di Madrid. Subito dopo avere ricevuto la notizia di un incidente stradale in cui è coinvolto Lorenzo, scrittore e suo fidanzato, si reca su un'isola del Mediterraneo. Qui la ragazza, dopo essersi stabilita in una pensioncina e avere fatto conoscenza con la proprietaria, inizia a riflettere sui momenti passati della sua relazione con Lorenzo, ripercorrendone i punti salienti, a partire da quando si sono conosciuti. Ma sull'isola, ad attenderla ci saranno delle novità importanti, strettamente legate a lei e a Lorenzo.

## Sceneggiatura
Girato in digitale, con una voluta sovra esposizione, si distingue per via di una trama particolare, temporalmente non lineare e con diverse scene oniriche e surreali che rimandano ai precedenti lavori di David Lynch.

## Distribuzione
Distribuito in Italia dalla Fandango, il film è arrivato a noi senza essere censurato, ma ottenendo il divieto di visione ai minori di 18 anni, a causa di diverse scene di sesso esplicito. Nei passaggi televisivi è stato però alleggerito delle parti più spinte.

## Critica
- Non basta qualche lampo turgido, magari anche sorprendente, per rinvigorire un soufflé sì bollente, ma nato già sgonfio[5].
- È un melodramma erotico-esistenziale (...) illuminato dalla presenza di Paz Vega (...) che lo rende qua e là affascinante. Commento del dizionario Morandini che assegna al film due stelle su cinque di giudizio[3].
- Rotten Tomatoes assegna al film un punteggio di 6,5/10[6].

## Riconoscimenti[7]
- Premio Goya: nomination per:
  - Mejor Actor Principal (miglior attore protagonista) per Tristán Ulloa,
  - Mejor Fotografía (miglior fotografia) per Kiko de la Rica,
  - Mejor Director (miglior regia) per Julio Medem,
  - Mejor Montaje (miglior montaggio) per Iván Aledo
  - Mejor Película (miglior film),
  - Mejor Guión Original (miglior sceneggiatura originale),
  - Mejor Sonido (miglior suono),
  - Mejor Actriz de Reparto (miglior attrice non protagonista) per Elena Anaya e Najwa Nimri.
- Premio per:
  - Mejor Actriz Revelación (miglior attrice rivelazione) (Paz Vega),
  - Mejor Música Original (miglior musica originale) (Alberto Iglesias).

## Produzione
Nelle scene più spinte, gli attori sono stati sostituiti da controfigure; quella di Paz Vega è Diana Suárez, che nel film interpreta il ruolo della madre di Belén.